# Copelatus thiriouxi
Copelatus thiriouxi là một loài bọ cánh cứng trong họ Bọ nước. Loài này được Peschet miêu tả khoa học năm 1917.